# 植木慎英
植木 慎英（うえき しんえい、2月21日 - ）は、日本の元男性声優。京都府出身。元81プロデュース所属。

## 略歴
声優を目指したきっかけは、『化物語』を視聴し声優業に興味を持ったこと。
2017年4月1日、81プロデュース所属。
2023年7月1日、自身のTwitterにて81プロデュースを退所し声優業を廃業することを発表した。

## 人物
趣味・特技はテニス、バスケットボール、ギター。

## 出演
太字はメインキャラクター。

### テレビアニメ
2015年
- 雨色ココア（学生たち）

2017年
- Spiritpact
- 笑ゥせぇるすまんNEW（チャット民）
- 縁結びの妖狐ちゃん

2018年
- 一人之下 羅天大醮篇（案内人、張楚嵐の対戦相手B）
- バジリスク 〜桜花忍法帖〜（通行人）
- 3D彼女 リアルガール（男子生徒）
- フューチャーカード 神バディファイト（2018年 - 2019年、重撃 カイナ、猟師 ヨルダン、占闘竜 バリー）
- 異世界魔王と召喚少女の奴隷魔術（2018年 - 2021年、ボリス、エルフ達、モンスター） - 2シリーズ
- 七星のスバル（冒険者）
- キラッとプリ☆チャン（2018年 - 2021年、バンドのメンバー、青年、スタッフ、王子様、アンキー 他）
- 中間管理録トネガワ（関西支社黒服C）
- 逆転裁判 〜その「真実」、異議あり!〜（係官）
- イナズマイレブン オリオンの刻印（ソク・ミンウ）
- やがて君になる（男子生徒）
- 抱かれたい男1位に脅されています。（外国人A、スタッフ）

2019年
- 約束のネバーランド（2019年 - 2021年、ドン） - 2シリーズ
- ポチっと発明 ピカちんキット（客A）
- 聖闘士星矢 セインティア翔（邪霊士 A）
- かぐや様は告らせたい〜天才たちの恋愛頭脳戦〜（男子生徒B）
- キラキラハッピー★ ひらけ!ここたま（関野、花城）
- MIX（1年・A、男A）
- 通常攻撃が全体攻撃で二回攻撃のお母さんは好きですか?（イス青年A）
- あんさんぶるスターズ!（男子生徒、生徒）
- とある科学の一方通行（ガードマン）
- ゾイドワイルド ZERO（歩兵B、兵士、電子音声、市民）
- 星合の空（男子生徒、観客）
- ハイスコアガールII（客C、参加者2）
- Fairy gone フェアリーゴーン（警備員）
- 慎重勇者〜この勇者が俺TUEEEくせに慎重すぎる〜（息子）
- ファンタシースターオンライン2 エピソード・オラクル（アークス）
- Fate/Grand Order -絶対魔獣戦線バビロニア-（ウルク兵士）

2020年
- とある科学の超電磁砲T（委員、男）
- あひるの空（中学生部員、柴崎哲也）
- 異種族レビュアーズ（闇属性の客A）
- 22/7（観客）
- 七つの大罪 シリーズ（2020年 - 2021年、エスタロッサ〈少年〉、マエル〈少年〉） - 2シリーズ
- メジャーセカンド（菅原和気、堺、審判係）
- 食戟のソーマ 豪ノ皿（男子客）
- 社長、バトルの時間です!（男）
- アルゴナビス from BanG Dream!（男子C）
- 炎炎ノ消防隊 弐ノ章（第5隊員、第2隊員）
- モンスター娘のお医者さん（郵便夫）
- ミュークルドリーミー（ボケ夫）
- ガル学。〜聖ガールズスクエア学院〜（観客）
- A3!（通行人）

2021年
- ホリミヤ（男子高校生）
- 魔術士オーフェンはぐれ旅 キムラック編（巨大人形、兵士、神官兵）
- はたらく細胞!!（インフルエンザウイルス）
- たとえばラストダンジョン前の村の少年が序盤の街で暮らすような物語（生徒）
- カードファイト!! ヴァンガード overDress（2021年 - 2023年、ヤマモト、ズワイマスク） - 5シリーズ
- 86-エイティシックス-（2021年 - 2022年、ルイ・キノ） - 2シリーズ
- シャドーハウス
- カノジョも彼女（男子）
- EDENS ZERO（ケンタ）
- 舞妓さんちのまかないさん（2021年 - 2022年、警官）
- プラチナエンド（ガヤ男）
- 闘神機ジーズフレーム（オペレーター1）
- メガトン級ムサシ（2021年 - 2022年、四国泰輔、オペレーター） - 2シリーズ

2022年
- ありふれた職業で世界最強 2nd season（野村健太郎）
- 薔薇王の葬列（民）
- であいもん（からしA、なっちゃん）
- 金装のヴェルメイユ〜崖っぷち魔術師は最強の厄災と魔法世界を突き進む〜（男子）
- 妖怪ウォッチ♪（店員A）
- 忍の一時（田村）
- 虫かぶり姫（王宮内男性職員、夜会会場の男）
- 悪役令嬢なのでラスボスを飼ってみました（使用人、生徒）
- うたわれるもの 二人の白皇（ヤマト兵）
- 陰の実力者になりたくて!（2022年 - 2023年、生徒、観客、市民）

2023年
- 天国大魔境（コートの男）
- アイドルマスター ミリオンライブ！（サラリーマン、記者たち）

### 劇場アニメ
- 劇場版 幼女戦記（2019年、兵士）
- LAIDBACKERS-レイドバッカーズ-（2019年）
- アイの歌声を聴かせて（2021年、男子生徒）
- 劇場総集編 SSSS.GRIDMAN（2023年）
- 大雪海のカイナ ほしのけんじゃ（2023年）

### OVA
- ヲタクに恋は難しい（2019年、男子部員B） - 単行本第7巻OAD付き特装版
- 無職転生 〜異世界行ったら本気だす〜「エリスのゴブリン討伐」（2022年、魔族C） - TV未放送エピソード

### Webアニメ
- 珈琲いかがでしょう（2018年、社員）
- からめるハニー（2018年、文沢守）
- ベイブレードバースト ガチ（2019年、修行者）
- Warahibi! (2019年、紀月明[9])
- 斉木楠雄のΨ難 Ψ始動編（2019年、男子生徒A）
- ガンダムビルドダイバーズRe:RISE（2020年、PG使いの少年、通信音声）

### ゲーム
- 爆走!モンスターダッシュ（2016年）
- 東京ドラゴンシティ（2017年、ヘパイストス）
- MISTOVER（2019年、オンミョウジ[10]）
- デュエル・マスターズ プレイス（2019年、光輪の精霊シャウナ）
- ジャックジャンヌ（2021年、菅知聖治[11]）
- ときめきメモリアル Girl's Side 4th Heart（2021年、白羽大地[12]）
- メガトン級ムサシ（2021年）
- モンスターユニバース（2023年、トーリ）

### ドラマCD
- THE IDOLM@STER MILLION THE@TER GENERATION 18 765PRO ALLSTARS（2019年、スタッフC）

### BLCD
- 妊男〜男子校で妊娠した俺。（2018年、柴田直斗）
- よるとあさの歌 Ec（2019年、コマ）
- ハッピークソライフ2（2021年、コマ）

### 吹き替え
- ニックのいたずら（ジェレミー）
- ゴール・オブ・ザ・デッド（サッカー選手 他）
- Call Star -ボクは本当にダメな星?-（会社員C）

### オーディオブック
- ジャナ研の憂鬱な事件簿[13]（2019年）
- AURA 〜魔竜院光牙最後の闘い〜[14]（2019年）
- 夏へのトンネル、さよならの出口（2020年、加賀翔平[15]）
- 元将軍のアンデッドナイト（2020年、ロイド 他[16]）
- 年下寮母に甘えていいですよ?（2021年、朗読、四ノ宮優斗[17]）
- ほま高登山部ダイアリー（2021年、石田榮太郎[18]）
- 前略、殺し屋カフェで働くことになりました。（2022年、栗原幹也 他[19]）

### デジタルコミック
- ブラックアリス（2018年、男子1[20]）
- 12歳。シリーズ（2019年、伊藤龍希）
- ヒーローくんに恋してるっ！（2020年、碓井直也[21]）
- キング様のいちばん星（2021年、男子D[22]）

### 朗読劇
- ニッポン朗読アカデミー第4回公演 朗読劇「謎解きはディナーのあとで」トライアル公演（2018年、影山）
- 声の優れた俳優によるドラマリーディング「ハムレット」（2019年）[23]
- 声瞬〜情動の雪待月〜キヨさんグループ公演vol.2（2019年）[24]
- 朗読劇「スマホを落としただけなのに 囚われの殺人鬼」（2020年、浦井光治[25]）
- 朗読劇「彼女が好きなものはホモであって僕ではない」（2021年、小野雄介）

## ディスコグラフィ

### キャラクターソング
| 発売日        | 商品名          | 歌             | 楽曲                     | 備考                      |
| ------------- | --------------- | -------------- | ------------------------ | ------------------------- |
| 2020年2月14日 | GIFT for SMILE! | Team Warahibi! | 「GIFT for SMILE!」      | 『Warahibi!』メインテーマ |
| 2020年2月14日 | GIFT for SMILE! | Team Warahibi! | 「ネガポジコントラスト」 | 『Warahibi!』関連曲       |

### シリーズ一覧
1. ↑  第1期（2018年）、第2期『Ω』（2021年）
2. ↑  第1期（2019年）、第2期（2021年）
3. ↑  第3期『神々の逆鱗』（2020年）、第4期『憤怒の審判』（2021年）
4. ↑  Season1（2021年）、Season2（2021年）、続編『will+Dress』Season1（2022年）、続編『will+Dress』Season2（2023年）、続編『will+Dress』Season3（2023年）
5. ↑  第1クール（2021年）、第2クール（2021年 - 2022年）
6. ↑  シーズン1（2021年）、シーズン2（2022年）

### ユニットメンバー
1. ↑  あさやけレンジャーズ［小峰純（坂田将吾）、福士遥（草野太一）］、グラシッククラシック［（関崎秀治（阿諏訪泰義）、浅宮輔（金子学）］、ま・み・む・メルシーズ［石井奇跡（沢城千春）、YU（橘龍丸）］、まるおみすみ［まる（堀江瞬）、三角隆（帆世雄一）］、グッドバッティング青春［グッド春山（白石兼斗）、バッティング海人（駒田航）］、ハピネスコマンダー［紀月照（小林大紀）、紀月明（植木慎英）］